# Ferrari Modulo
Pour les articles homonymes, voir Ferrari et Modulo.
La Ferrari Modulo ou Ferrari 512 S Modulo est un concept car de GT futuriste du constructeur automobile italien Ferrari, présentée au salon international de l'automobile de Genève 1970,.

## Histoire
Paolo Martin (en), chef designer Pininfarina, issu de Bertone, crée ce concept car futuriste de science-fiction en 1970, en tant que version GT de sa précédente Ferrari Sigma de Formule 1 de 1969.

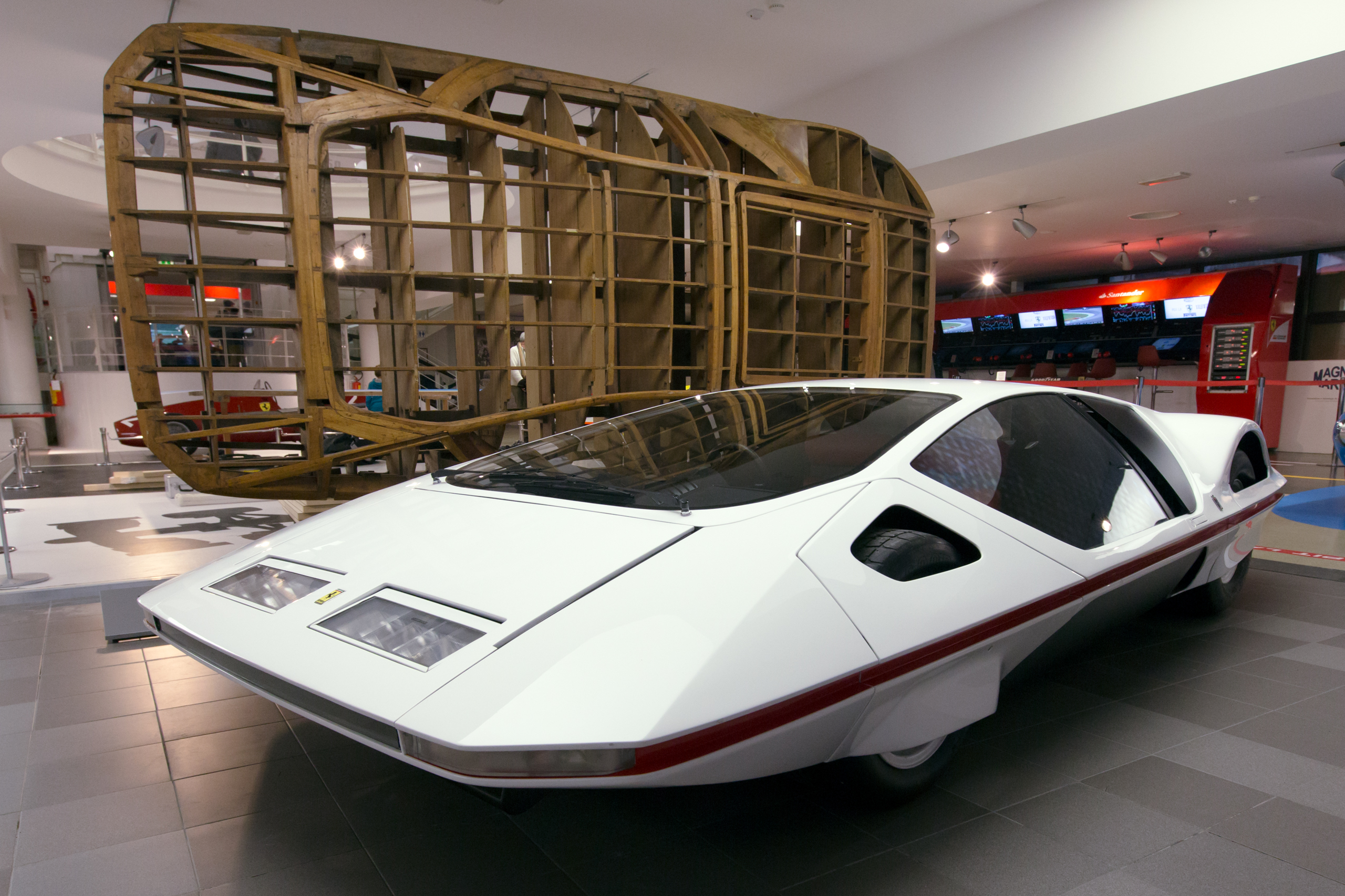
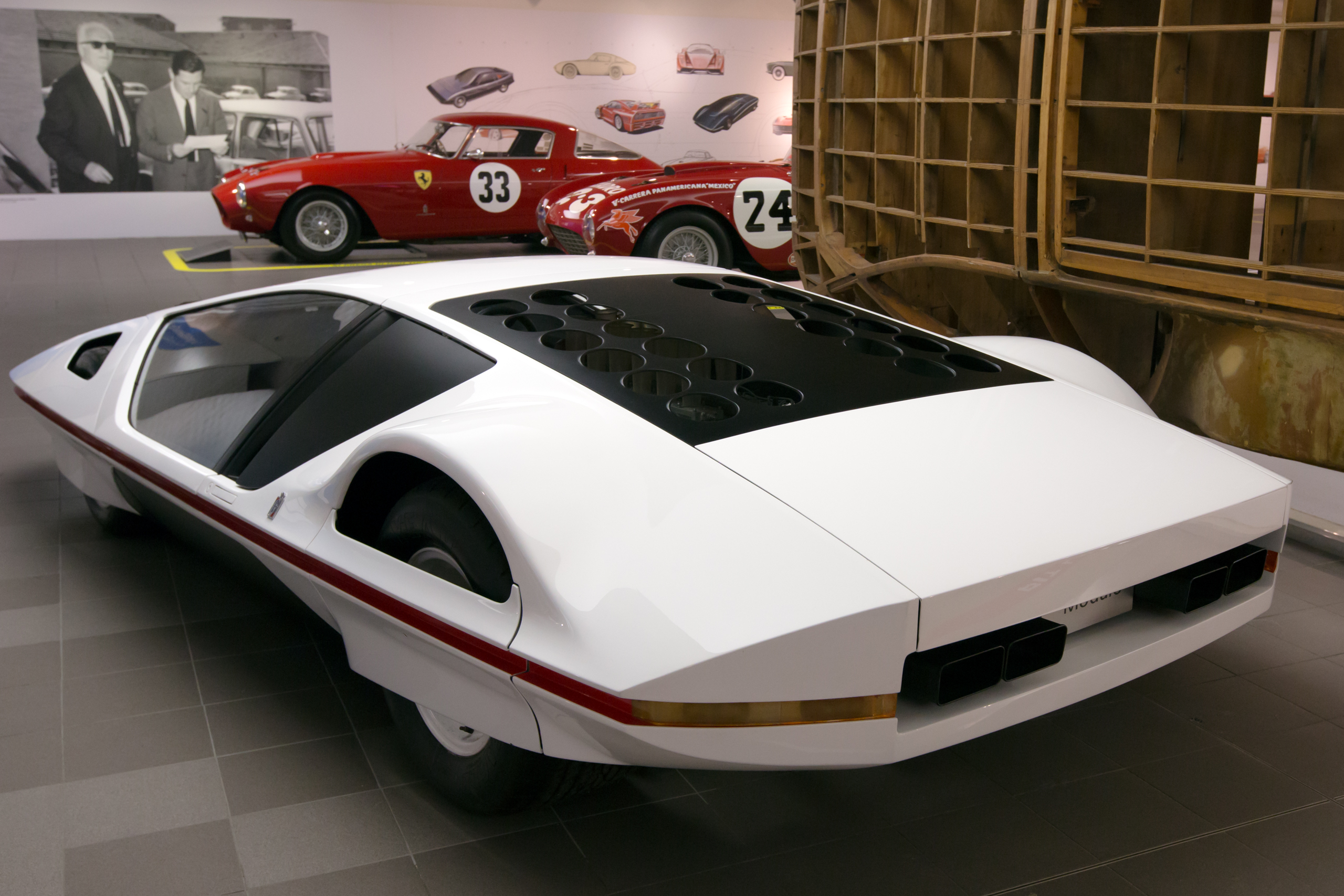

Ultra plate et très aérodynamique, avec un habitacle inspiré des cockpits d'avion, et des boutons de commande placés sur une sphère, elle est inspirée ou inspiratrice des concept car concurrents Lamborghini Marzal (1967), Alfa Romeo Carabo (1968), Autobianchi Runabout (1969), Lancia Stratos Zero Bertone (1970), Maserati Boomerang (1972), Lamborghini Countach (1974), Lotus Esprit  (1976), ou Dome Zero (1978)...

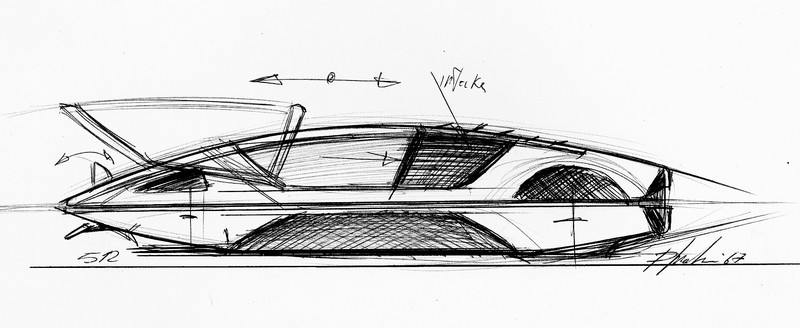
Croquis initial de 1967 de Paolo Martin.
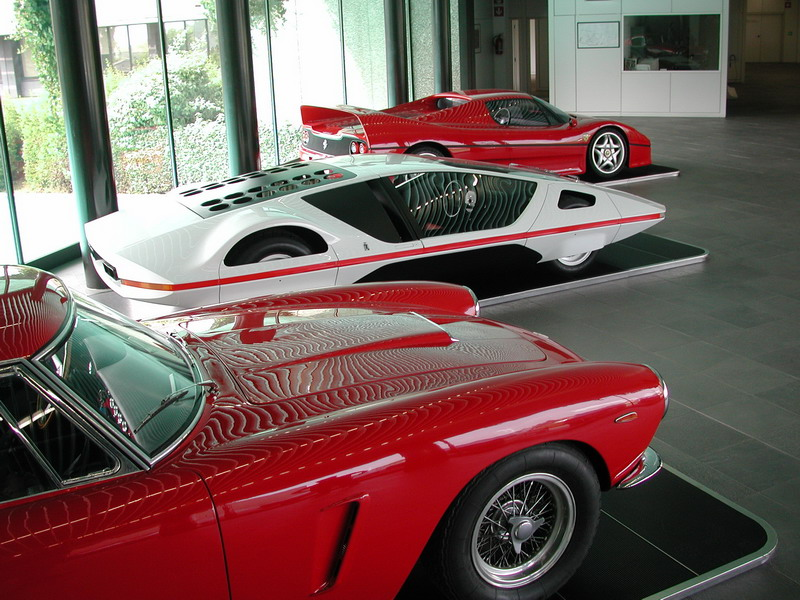
Musée Pininfarina.

Elle est motorisée par un moteur V12 60° de 5 litres de 557 ch de Ferrari 512 S de sport-prototype Scuderia Ferrari, pour une vitesse de pointe de 354 km/h, et un 0 à 100 km/h en 3,1 s,.
Ce modèle est exposé un temps au musée Pininfarina de Cambiano, près de Turin, puis au musée Ferrari de Maranello, avant d’être acquise en 2014 par le cinéaste collectionneur américain James Glickenhaus, pour la faire entièrement restaurer et homologuer.  